# 王流秋
王流秋（1919年—2011年），男，广东潮安人，生于泰国，中国画家，中国美术学院教授，曾任中国美术家协会理事。